# Huiroa
Huiroa est une localité de l’intérieur de la région Taranaki, située dans l’ouest de l’île du Nord de la Nouvelle-Zélande.

## Situation
Elle est située à 20 kilomètres à l’est de la ville de Stratford et à 8 kilomètres au nord de celle de Douglas.

## Autres lectures

### Travail historique Général
- Tony Mitchell et Francie Mitchell, Huiroa centennial : Kiore, Kota Road and Autawa, Stratford, [N.Z.], Huiroa School Centennial Committee, 1992

### Écoles
- Lynne Iremonger, Huiroa School: 75th jubilee 1897-1972, Huiroa, [N.Z.], Jubilee Committee, 1972
- Tony Mitchell et Francie Mitchell, Huiroa centennial : Kiore, Kota Road and Autawa, Stratford, [N.Z.], Huiroa School Centennial Committee, 1992

- New Zealand Gazetteer